# Ibidoecus plataleae
Ibidoecus plataleae är en insektsart som först beskrevs av Henry Denny 1842.  Ibidoecus plataleae ingår i släktet Ibidoecus och familjen fjäderlöss. Inga underarter finns listade i Catalogue of Life.